# Přísečnice (zámek)
Přísečnice byla hrad přestavěný na zámek ve stejnojmenném městě, které bylo zbořeno a zaplaveno při stavbě vodní nádrže Přísečnice. V historických pramenech bývalo přísečnické panské sídlo uváděno jako tvrz, ale Tomáš Durdík ho s přihlédnutím k rozsahu a způsobu opevnění klasifikoval jako hrad.

## Historie

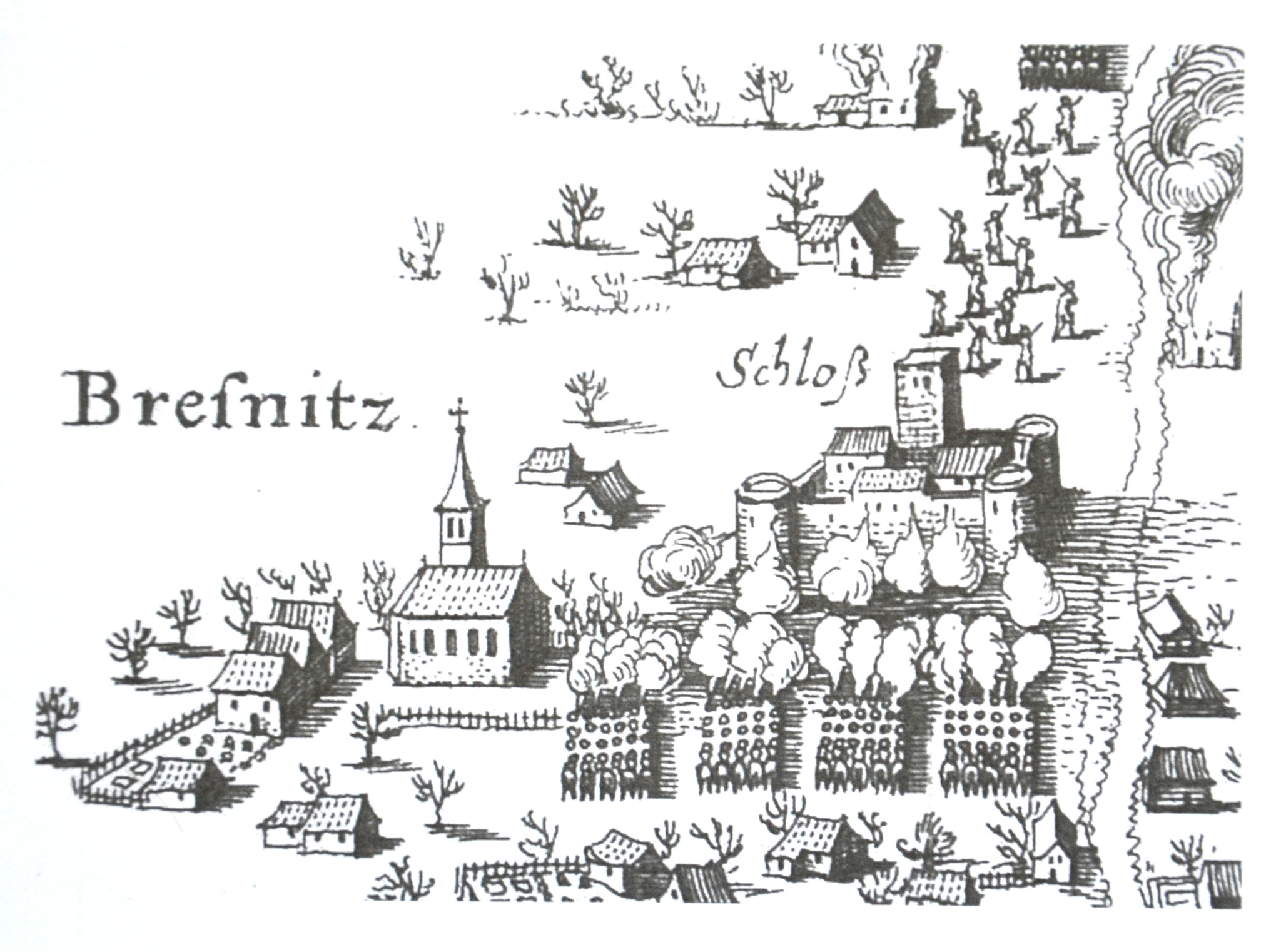
Dobývání tvrze na výřezu z mědirytu M. Meriana

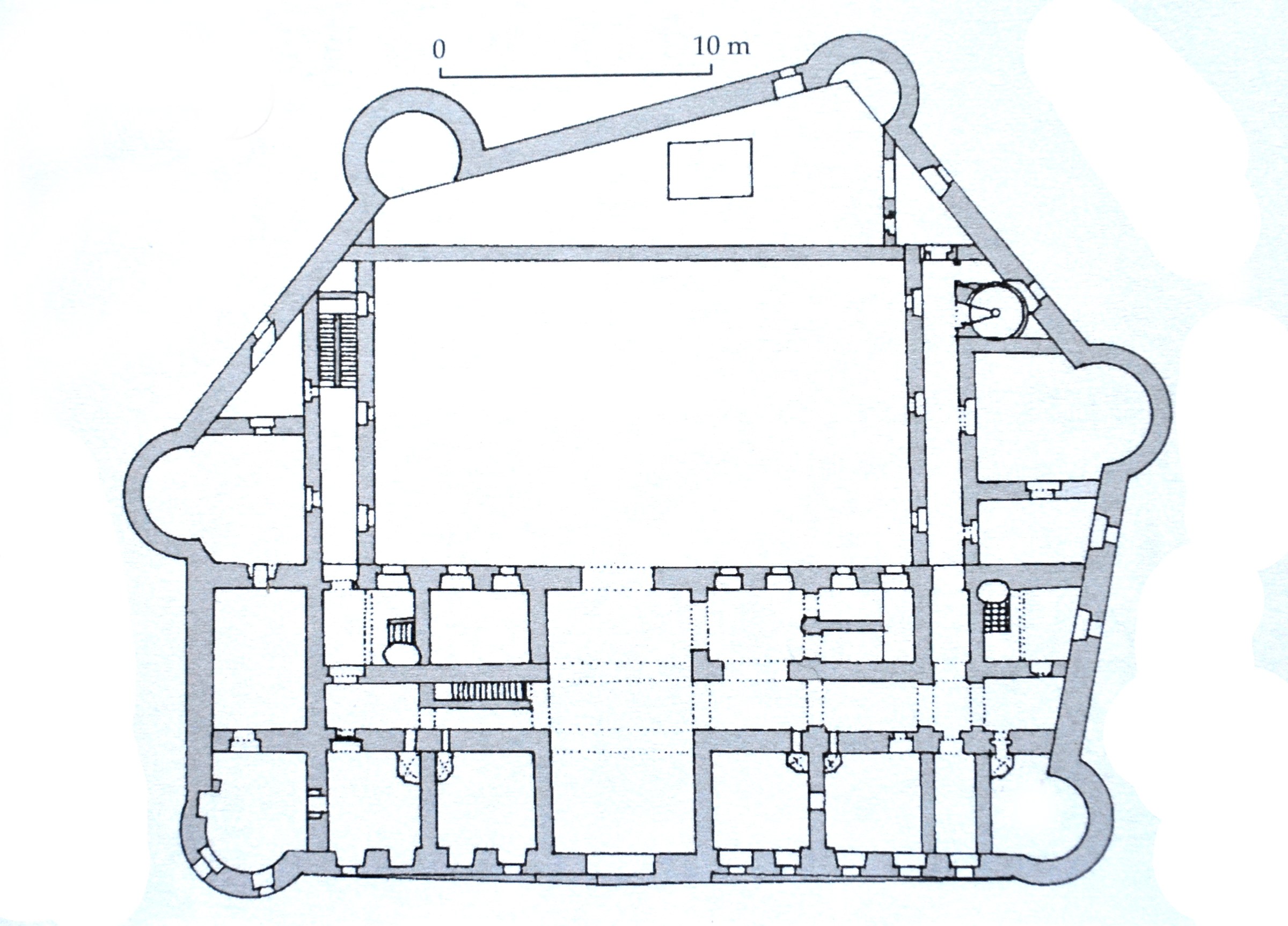
Půdorys zámku v neuskutečněném projektu J. H. Dienebiera

První písemná zmínka o přísečnickém hradu pochází z poloviny čtrnáctého století, ale odborná literatura běžně uvádí jeho výstavbu až v šestnáctém století. Když v roce 1499 zemřel Mikuláš III. Hasištejnský z Lobkovic, přešla jeho část městečka na syny Václava, Mikuláše IV., Zikmunda a Viléma. Poslední z nich v roce 1518 získal do svého držení celé městečko. Pravděpodobně on nechal, nejspíše v letech 1518–1524, postavit tvrz, ale roku 1533 byl nucen kvůli dluhům přísečnické panství prodat. Za 14 000 zlatých ho koupili bratři Jeroným a Vavřinec Šlikové z Holejče. Za nich došlo k rozvoji stříbrných i železných dolů, ale ve městě sídlil pouze šlikovský hejtman Kryštof Rössler z Jáchymova. V roce 1540 celé panství získal Lorenc Šlik, ale o pět let později mu ho zkonfiskoval král Ferdinand I. a převedl ho pod správu královské komory. Během třicetileté války Přísečnicí mnohokrát prošla švédská vojska a docházelo zde k častým střetům. Při jednom z nich byla v roce 1641 tvrz vypálena ustupujícím vojskem generála Johana Banéra. Královská komora ji nechala opravit až v roce 1650.
V následujícím období, kdy se střídala období správy královskou komorou a zástavními držiteli, nebyla tvrz řádně udržována. Zchátralou stavbu nechal hejtman Kryštof Antonín Kayser zbourat a v letech 1749–1754 na jejím místě postavit za 10 687 zlatých barokní zámek. V roce 1811 zámek s velkou částí města vyhořel, ale už o dva roky později byl opraven. V roce 1826 přísečnické panství koupil za 250 000 zlatých saský kníže Otto Viktor ze Schönburg-Waldenburgu. Další majitelkou se roku 1832 stala majitelka červenohrádeckého panství, Gabriela Marie Buquoyová, rozená hraběnka z Rottenhanu. Buquoyové zdejší velkostatek vlastnili až do roku 1945, kdy jim byl majetek zkonfiskován. Potom byl na zámku internát lesnické školy a později ještě krátce patřil Krajskému skladu léčiv v Ústí nad Labem. Dne 6. června 1973 byl zámek odstřelen a sutiny použity při stavbě hráze přehrady.

## Stavební podoba
Pozdně gotickou tvrz podle vyobrazení tvořily dvě věže a palác se sedlovou střechou se třemi štíty obehnané vodním příkopem. Podle vyobrazení z roku 1648 měla tvrz tři okrouhlé věže v nárožích. Na místě čtvrté věže stála patrová budova a ve středu severní strany vysoká hranolová věž. Barokní zámek, který tvrz nahradil, byl postaven jako jednotraktová budova, ale dostavbou vznikla čtyři křídla okolo středového nádvoří. Na jižní straně mírně předstupoval před linii hlavní budovy se zaoblenými nárožími rizalit s trojúhelníkovým štítem. Ostatní tři křídla byla v roce 1898 stržena a nahrazena novými. Průjezd do dvora vedl skrz západní křídlo.